# Iglesia Episcopal Grace (Anniston)
La Iglesia Episcopal Grace es una histórica iglesia episcopal ubicada en el 1000 de Leighton Avenue en Anniston, Alabama, Estados Unidos. La iglesia fue construida en estilo neogótico y se agregó al Registro Nacional de Lugares Históricos el 3 de noviembre de 1985.